# Over Knutsford
Over Knutsford är en ort i civil parish Knutsford, i distriktet Cheshire East, i grevskapet Cheshire, i England. Knutsford Over var en civil parish 1866–1895 när blev den en del av Knutsford. Civil parish hade 403 invånare år 1891.